# 特里滕海姆
特里滕海姆是德国莱茵兰-普法尔茨州的一个市镇。总面积10.10平方公里，总人口1037人，其中男性505人，女性532人（2011年12月31日），人口密度103人/平方公里。